# L'Agulla Daurada
L'Agulla Daurada és un segell editorial català nascut l'any 2022, sota el paraigua del grup cooperatiu KULT, especialitzat en narrativa crítica internacional i inèdita en català amb un disseny de les cobertes dels llibres que empra la tècnica del collage. L'editorial duu per nom el títol d'un dels llibres de Montserrat Roig a fi de promoure la idea que l'escriptora va deixar per escrit:
| « | La nostra tasca, la dels periodistes, dels escriptors, dels artistes, és aclarir les zones fosques de la memòria col·lectiva dels nostres pobles. | » |

Les quatre primeres autories que va editar L'Agulla Daurada van ser Maryse Condé, Pier Paolo Pasolini, Maksim Gorki i Dimítrios Khatzís. El 2023, una de les autores del seu catàleg, Tsitsi Dangarembga, va ser guardonada amb el Premi Veu Lliure del PEN Català pel seu compromís amb la llibertat d'expressió, el feminisme i la lluita anticolonial.